# Vítor Amadeu II da Sardenha
Vítor Amadeu II (em italiano: Vittorio Amedeo Francesco; Turim, 14 de junho de 1666 – Rivoli, 31 de outubro de 1732) foi o Duque de Saboia de 1675 até sua abdicação em 1730, Rei da Sicília a partir 1713 até 1720 quando foi forçado a trocar de títulos para se tornar o Rei da Sardenha, continuando a reinar também até sua abdicação.
Era apelidado "O Adriano do Piemonte", e foi além de duque de Saboia, duque de Aosta e rei titular de Chipre e de Jerusalém, Príncipe do Piemonte, conde de Moriana, Asti e Nice. Seu filho, de nove anos de idade, Vítor Amadeu II tornou-se, por sua morte, o novo duque de Saboia. Enquanto foi menor, a mãe Maria Joana Batista de Saboia governou o país como regente.
Abdicou do reinado titular de Chipre em 1730, assim como do marquesado de Saluzzo e ducado de Monferrato, e rei da Sicília proclamado em 22 de setembro de 1713-1720, a qual trocou pela Sardenha de 1720 a 1730, quando abdicou. Tornou-se seu rei como Vítor Amadeu I. Em 2 de agosto de 1720 abdicou em favor do filho.

## O trono da Sardenha
Um dos primeiros atos do novo governo foi a confirmação dos antigos direitos e privilégios dos valdenses (protestantes piemonteses), assegurando-lhes maior liberdade religiosa do que haviam fruído por muitos anos, cessando assim por um tempo as perseguições. Por ter sob seu controle tanto o Ducado de Saboia como o Reino da Sardenha, criou o núcleo do futuro estado nacional italiano.
Reinou de início sob a tutela da mãe, Joana de Nemours, a quem afastou do poder em 1684. Muito dedicado ao aperfeiçoamento da administração e da economia do Estado, o jovem duque praticou uma política de equilíbrio entre a França e os Habsburgo. Entrando na grande aliança de 1690 contra Luís XIV, foi derrotado por Nicolas de Catinat na Batalha de Staffarda em 1690 e em La Marsaille (1693). Mudando de lado pelo Tratado de Turim (1696), obteve a restituição de Pignerol e o casamento da filha com o delfim de França. Feito Rei da Sicília em 1713 pelo Tratado de Utrecht, mas como a Sicília foi devolvida à Áustria em 1718, em troca recebeu a Sardenha em 9 de maio de 1720. 
O tratado de Utrecht em 1713 lhe valeu assim o título real, a Sicília e Monferrato e uma melhora na fronteira dos Alpes. Incapaz de defender a Sicília distante, cobiçada por Espanha e por Áustria, ele terminou por trocá-la pela Sardenha em 1720 como tinha desejado o Tratado da Quádrupla Aliança (1718). 

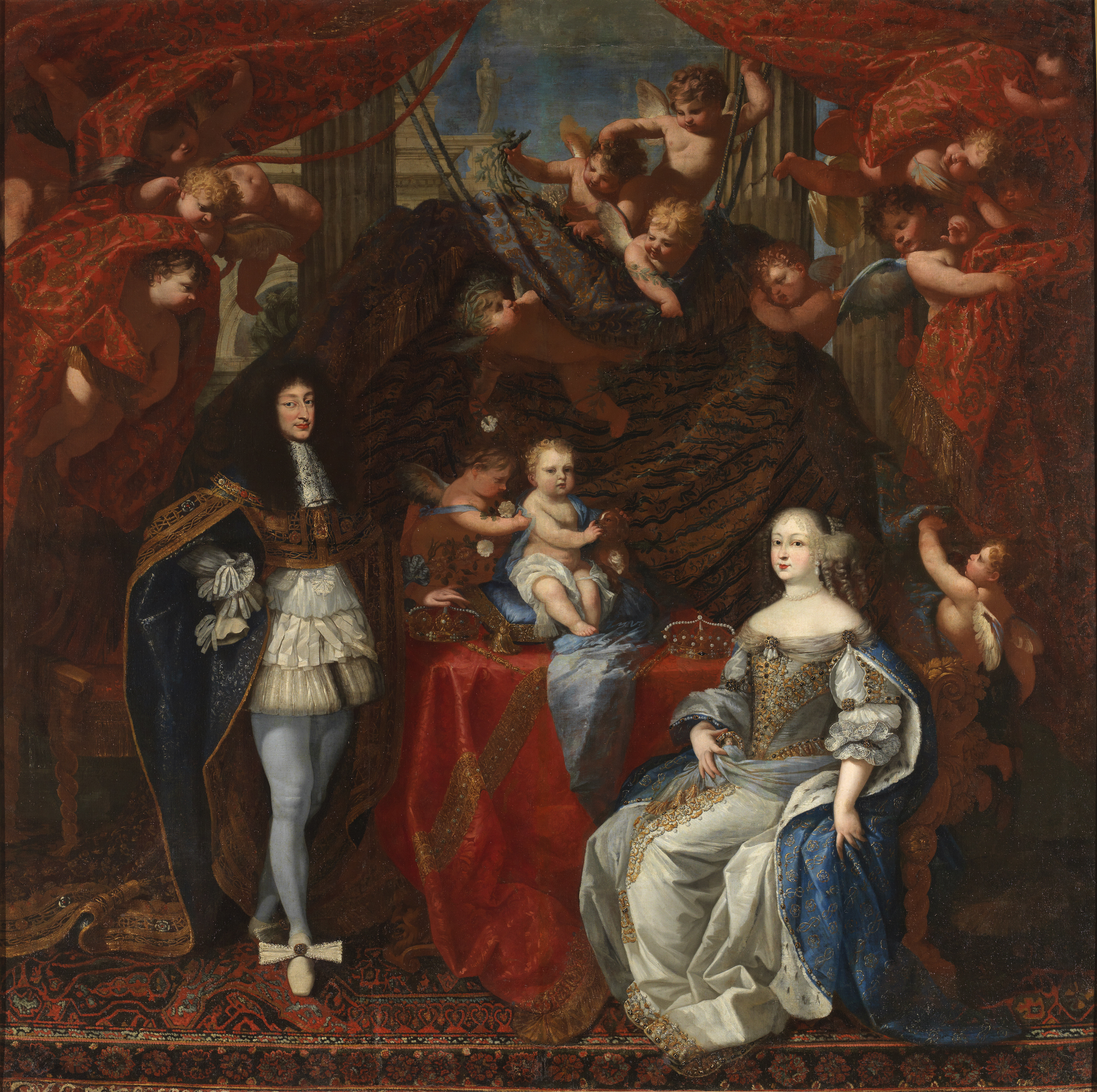
Vítor Amadeo II quando criança entre Carlos Emanuel II e Maria Joana
Por Charles Dauphin
Museu do Prado

Quando a Sardenha foi dada à Casa de Saboia em 1720, surgiu novo conflito, pois o papa reclamava soberania sobre a ilha. O fundamento era que Bonifácio VIII tinha investido o rei de Aragão com a ilha, mediante a condição de que nunca fosse separada da Coroa de Aragão. Consequentemente, demandou-se do novo rei da Sardenha pedir a investidura papal. Como Vítor Amadeu se negou, o papa recusou todos os arranjos para preenchimento das catedrais e os benefícios eclesiásticos determinados pelo rei, que também exigia os direitos de patrocínio exercidos pelo soberano espanhol. 
A maior parte das igrejas da ilha estavam sem dono, o que aumentava as dificuldades. O papa Benedito XIII (1724-1730) buscou uma reconciliação, para dar fim à injúria sobre a vida religiosa local. Em Turim, como se percebeu a necessidade de um compromisso, o rei decidiu enviar o hábil marquês de Ormea a Roma, negociar. O papa fez também grandes concessões, embora o rei tenha se apoderado ainda de muitos direitos da Igreja. As negociações prosseguiram por quatro cardeais e o prelado Merlini. Ajustou-se, especialmente, o direito real de apresentar candidatos a bispados e abadias, discutindo-se ao mesmo tempo a imunidade da Igreja, o direito do papa de reclamar as spolia, o direito de pensões. Assinou-se um acordo em 1727, as sés vacantes foram preenchidas e a administração eclesiástica recomeçou. 
O rei se consagrou então à organização interna de seus estados da Casa de Saboia (constituição do Conselho de Estado em 1717, código de 1723 e o cadastro geral de 1730. 
Tendo abdicado em favor do filho, em 1730, tentou recuperar o poder em 1731 e terminou os dias aprisionado no Castello di Rivoli.
Esteve de casamento contratado com a sua prima, a infanta Isabel Luísa de Bragança, filha de Pedro II e de Maria Francisca de Saboia, mas não pôde contrair o matrimônio por enfermidade sua.

## Casamentos e descendência
Casou primeiro por procuração em Paris em 10 de abril de 1684 e em pessoa em Chambéry em 6 de maio com a princesa Ana Maria de Orleães (St. Cloud 27 de agosto de 1669-26 de agosto de 1728 Turim), filha de Henriqueta Ana Stuart, princesa de Inglaterra, e de Filipe I, Duque de Orleães; os descendentes jacobitas ao trono inglês contam tal linha como legítima. Tiveram seis filhos.
Casou depois morganaticamente em Turim em 2 de agosto de 1730 com Ana Teresa Canalis di Cumiana (1678-11 de abril de 1769), filha de Francisco Mauricio Canali, senhor ou conde de Cumiane, ou Camiana, e de Monica Francesca San Martino d’Aglié, dos marqueses de San Germano feita em janeiro de 1731 Marquesa di Spigno. 
Teve uma famosa amante, a neta da célebre Marie Aimée de Rohan, Jeanne-Genevieve d' Albert (1670-18 de novembro de 1736 aos 66 anos), educada em Port-Royal austeramente, filha do duque de Luynes e de Anne de Rohan, irmã da fundadora do priorado das beneditinas du Cherche-Midi, casada em 1683 com o conde de Verrue (morto em 13 de agosto de 1704 na batalha de Hochstaedt), coronel de dragões a serviço da Saboia. Atraiu com sua beleza e inteligência a atenção do Rei, ao qual teve que ceder (1688). Reconhecida oficialmente, dividia com ele as alegrias e tristezas do poder, sofrendo do humor mutável de Vitor Amadeu, que a enchia de presentes. Afinal, sem mais aguentar, fugiu disfarçada de cavaleiro e galopou de Turim a Grenoble, chegou a Paris e se refugiou no priorado da tia, Marie de Rohan, alugando em setembro de 1710 o hotel d’Hauterive, onde viveu reclusa três anos. Viúva, reapareceu no mundo, mantendo no hotel um salão onde sua beleza, espírito, riqueza e relações de família fizeram sensação, ali recebendo os Duques de Bourbon, acadêmicos, filósofos e magistrados. Ligou-se a Glucq de St-Port, o rico teinturier des Gobelins, ganhou fortuna enorme na época da agiotagem de Law, comprou na rue du Cherche-Midi os prédios de número 9, 11 e 13, comprou ainda 400 quadros (entre eles o "Carlos I" de Van Dyck), muitas joias, etc. Redigiu o proprio epitáfio: "Ci-gît, dans une paix profonde, Cette Dame de volupté, qui, pour plus grande sûreté, fiz son paradis en ce monde". 
1. Maria Adelaide (Turim 6 de dezembro de 1685-12 de fevereiro de 1712 em Versailles, casada em Versailles em 7 de dezembro de 1697 com Luís de Bourbon ou de França (Versailles, 6 de agosto de 1682-18 de fevereiro de 1712 Versailles) Duque de Borgonha, Delfim do Viennois. Foram pais do rei de França Luís XV.
2. Maria Ana (Turim 14 de agosto de 1687-18 de agosto de 1690 Turim)
3. Maria Luísa Gabriela (Turim 17 de setembro de 1688-14 de fevereiro de 1714 Madrid).Rainha da Espanha, Rainha de Nápoles, Rainha da Sicília, Rainha titular de Jerusalem, Rainha da Sardenha, Rainha dos Países Baixos porque casou em 1701 com Filipe V de Espanha (Versailles 19 de dezembro de 1689 -9 de julho de 1746 Buen Retiro). Foram pais dos reis da Espanha Luís I e Fernando VI.
4. Vitor Amadeu Filipe José (Turim 6 de maio de 1699 - 22 de março de 1715 varíola) Príncipe do Piemonte.
5. Carlos Manuel III (1701-1766) Príncipe do Piemonte, duque de Saboia, Rei da Sardenha.
6. Manuel Filiberto (1 de dezembro de [705 - 19 de dezembro de 1705) Duque de Chablais.
7. duas crianças nascidas e mortas respectivamente em 1691 e em 1697.
8. Deixou ainda, bastardo de Joana Batista d'Albert (1670-1736) Duquesa de Luynes; É provável que tal bastardo tenha se chamado Fausttino, que, emigrado a Portugal, seus descendentes tomaram o sobrenome Fausttino ou Faustino:
9. Vittorio Francesco Filippo (10 de dezembro de 1694-20 de março de 1762), Marquês de Susa, legitimado em 1701, casado em 1760 com Maria Lucrezia Franchi di Pont (morta em 1777)
10. Vittoria Francesca (10 de fevereiro de 1690-8 de junho de 1766 em Paris), Marquesa de Susa, legitimada em 1701 e casada em Moncalieri em 1714 com o príncipe Vitor Amadeu I de Savóia-Carignano (1690-1741).